# Ratatouille (film)
Vous lisez un « bon article » labellisé en 2008.
Pour les articles homonymes, voir Ratatouille (homonymie).
Série Classiques d'animation Pixar
Cars
(2006) WALL-E
(2008)
Pour plus de détails, voir Fiche technique et Distribution.
Ratatouille est le huitième film d'animation en images de synthèse des studios américains Pixar, écrit et réalisé par Brad Bird et sorti en salles en 2007.
Le film raconte les aventures animées d'un rat, nommé Rémy, qui est séparé de sa famille lors d'une fuite en catastrophe de sa colonie, délogée de son lieu d'établissement. Rémy s'installe alors dans les cuisines de Chez Gusteau !, un grand restaurant parisien, et fait la connaissance d'Alfredo Linguini, un jeune commis de cuisine.
Acclamé tant par le public que par la critique, le film se hisse dès sa sortie en tête du box-office aux États-Unis, en France et au Royaume-Uni. Il sera finalement un succès et recevra diverses récompenses, dont l'Oscar du meilleur film d'animation en 2007.

## Synopsis

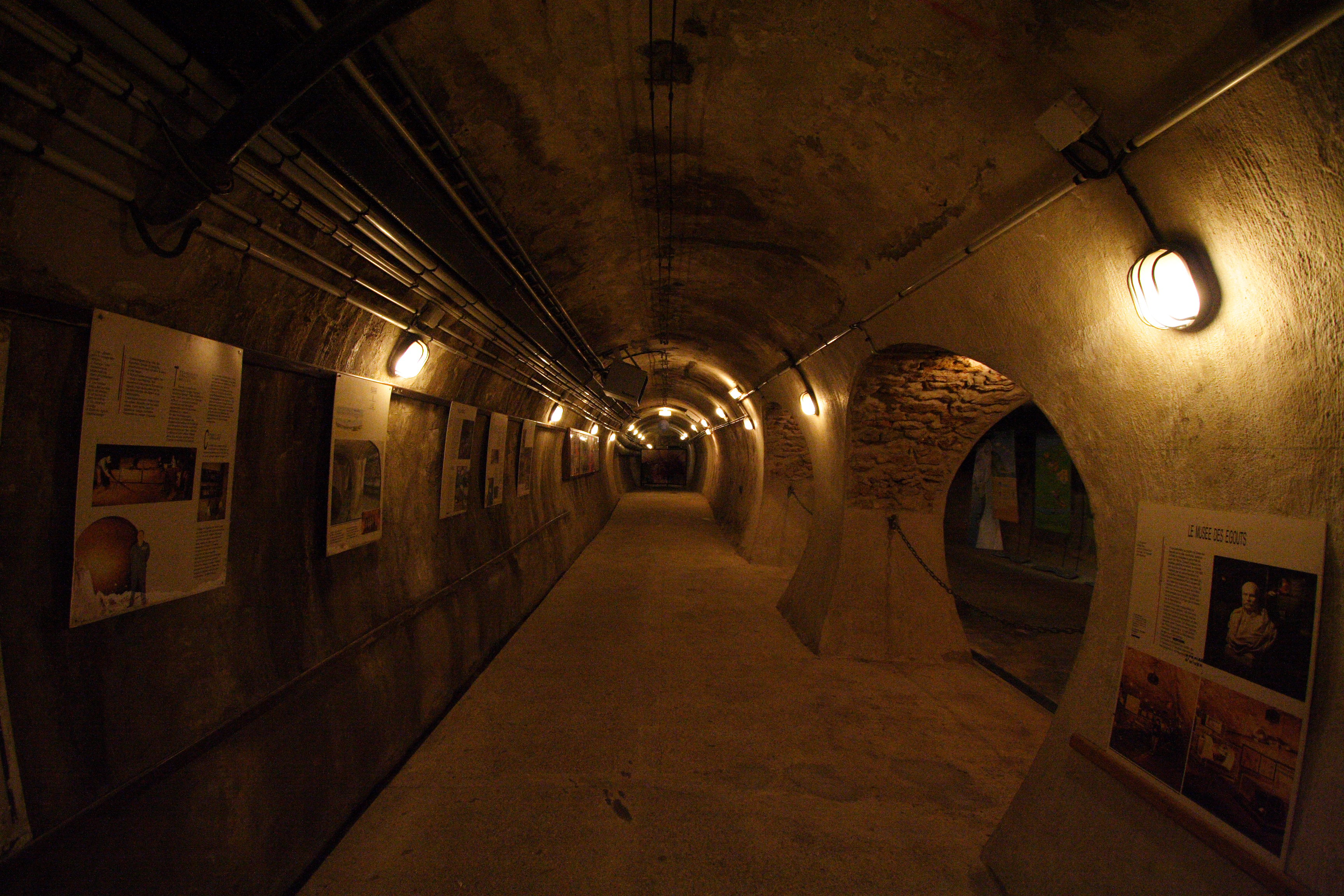
Les égouts de Paris, où Rémy s'imagine en train de parler avec Gusteau.

Rémy, un jeune rat, vit dans la campagne française en périphérie de Paris avec son père, Django, son frère, Émile, et un clan de rats, dans le grenier de la maison d'une vieille dame à la retraite. Contrairement aux membres de sa famille, Rémy est un grand admirateur de la cuisine française. Grâce à son odorat très fin, le jeune rat connaît instinctivement les ingrédients à ajouter aux plats pour les rendre meilleurs et plus subtils. C'est pourquoi il se rend furtivement le soir dans la cuisine pour lire un livre de recettes du chef cuisinier étoilé Auguste Gusteau, mort récemment après la perte d'une de ses étoiles à cause d'un critique culinaire, Anton Ego, qui s'opposait à l'idée fondamentale de Gusteau selon laquelle « tout le monde peut cuisiner ».
Un soir, Rémy, accompagné de son frère, est en train de concocter une recette lorsque la propriétaire de la maison les prend sur le fait et les oblige à fuir. Séparé de sa famille et seul dans les égouts, Rémy parle en rêve avec Gusteau, qui le console et le guide jusqu'à son restaurant. Il tombe sur Alfredo Linguini, un jeune commis de cuisine préposé aux poubelles qui est le fils de la petite amie de Gusteau. Alors qu'Alfredo renverse accidentellement une soupe en passant la serpillière, il essaie de la rattraper et s'apprête à la gâcher irrémédiablement, Rémy s'infiltre dans la cuisine pour sauver le plat en utilisant son talent mais Alfredo l'aperçoit et l'enferme sous une passoire. Skinner le chef remarque à son tour Alfredo à côté de la soupe et vient alors le réprimander : il ne doit pas s'occuper de la préparation des plats, n'ayant aucune formation de cuisinier. Quelques minutes passent, et la soupe est servie à Solène Leclerc, une critique culinaire. Skinner s'apercevant que la soupe servie était celle qu'Alfredo avait modifiée, tente de l'intercepter, mais n'y parvient pas. Il s'apprête à licencier le jeune commis lorsque la critique, ravie par la soupe appétissante, fait parvenir au chef ses félicitations. Alfredo est alors affecté à la préparation des soupes. Pendant ce temps, Rémy, qui a réussi à s'échapper de la passoire, est capturé et enfermé dans un bocal par des cuisiniers. C'est Alfredo qui est chargé de la tâche de s'en défaire. Mais alors qu'il s'apprête à le jeter dans la Seine, il se rend compte que le rat comprend ses paroles et qu'il peut l'aider. Ils acceptent alors de travailler ensemble. Colette, une jeune cuisinière, est chargée de l'apprentissage d'Alfredo mais Skinner, toujours décidé à s'en débarrasser, demande à ce dernier de préparer à nouveau une soupe, certain que le commis n'y parviendra pas.
Le jour suivant, le rat s'entraîne à diriger Alfredo en se cachant dans sa chemise mais comme il le mord, leur collaboration s'annonce trop compliquée. Lorsque Skinner manque d'apercevoir Remy, Alfred profite d'une diversion pour le cacher sous sa toque de cuisinier. Par la suite, Remy évite à Alfredo de renverser un serveur en lui tirant les cheveux et ce dernier lui obéit comme une marionnette. Le duo passe la soirée à s'entraîner et le lendemain, ils parviennent à refaire la soupe. Skinner passe l'éponge mais avertit toutefois Linguini qu'il a encore beaucoup à apprendre et Colette ne cache pas sa colère à l'idée que l'apprentissage du commis puisse compromettre sa carrière mais Alfredo se montre sérieux et appliqué si bien qu'en réussissant ses tâches avec succès, Colette finit par le considérer comme un vrai cuisinier.
Pendant ce temps, Skinner découvre qu'Alfredo est le fils de Gusteau ainsi que le propriétaire légitime du restaurant. En effet, le testament de Gusteau indique que si l'un de ses héritiers se présente avant la date d’expiration, il deviendra le nouveau propriétaire du restaurant sinon elle revient à Skinner. Skinner décide de cacher les documents afin qu’il puisse lancer sa gamme de plats surgelés à l’image de Gusteau.
Un soir, les clients du restaurant commencent à se lasser de leurs menus récurrents et exigent un nouveau plat. Apprenant qu'ils adorent la soupe d'Alfredo, Skinner saisit l'occasion pour lui tendre un piège et le charge de préparer des ris de veaux "à la Gusteau", vieille recette qui fut un désastre. Rémy décide alors d'imposer des changements amélioratifs malgré le fait qu'Alfredo ne respecte plus la recette mais heureusement, le succès est au rendez-vous et les client se régalent. Ne comprenant pas comment son plan a pu échouer, mais ayant entraperçu l'ombre de Remy sous la toque d'Alfredo, Skinner tente de l'enivrer pour qu'il lui révèle son secret, en vain.
En parallèle, Rémy retrouve sa colonie mais il annonce à son père qu’il vit parmi les humains, Django l’emmène devant une boutique d’extermination pour rat afin de lui faire comprendre qu’il faut se méfier des humains, mais Rémy ignore ses avertissements et s'en va. Le lendemain, Rémy assiste à la frustration de Colette qui accuse Alfredo d'avoir pris la grosse tête suite à ses succès et qu’il se montre désormais dédaigneux envers elle, alors même qu’elle l’a pris sous son aile et lui a appris tout ce qu’elle savait. Alors qu'elle s'apprête à partir, Linguini la rattrape et est pris de l'envie de révéler son secret à Colette, mais le petit rat s'y oppose et l'oblige à l'embrasser à la place. Alfredo et Colette réalisent alors grâce à Rémy qu'ils sont amoureux l'un de l'autre et entament une relation. 
Quelques jours plus tard, Rémy découvre par hasard les documents et réussit à récupérer de justesse les preuves de cette filiation des griffes de Skinner. Alfredo devient alors le chef légitime du restaurant 
alors que Skinner perd son emploi.
Anton Ego apprend la remontée du restaurant et décide de mettre à l’épreuve Linguini en s’invitant le lendemain afin d’avoir le dernier mot sur sa dernière critique. Après une interview avec la presse, Linguini et Rémy se disputent sur celui qui mérite les lauriers sans se rendre compte que Skinner les espionne. Rémy décide se venger en invitant toute la colonie pour voler le garde-manger du restaurant. Linguini arrive pour s'excuser auprès de Remy mais quand il apprend qu’ils s’apprêtaient à voler le restaurant, il expulse furieusement la colonie du restaurant tandis que Rémy culpabilise sur ce qu’il à fait. Le lendemain où l'horrible critique Anton Ego doit leur rend visite, Rémy se fait capturé par Skinner qui compte exploiter ses talents culinaires à ses fins mais Django et Émile le libèrent puis Rémy retourne au restaurant. Lui et Linguini se réconcilient et décident de révéler son secret aux autres cuisiniers. Choqués qu'il doive son talent à un rat, tous décident alors de le quitter, y compris Colette. Désemparé, Alfredo ne sait plus que faire. Mais la famille de Rémy, qui avait une dette envers lui, vient lui prêter main-forte.

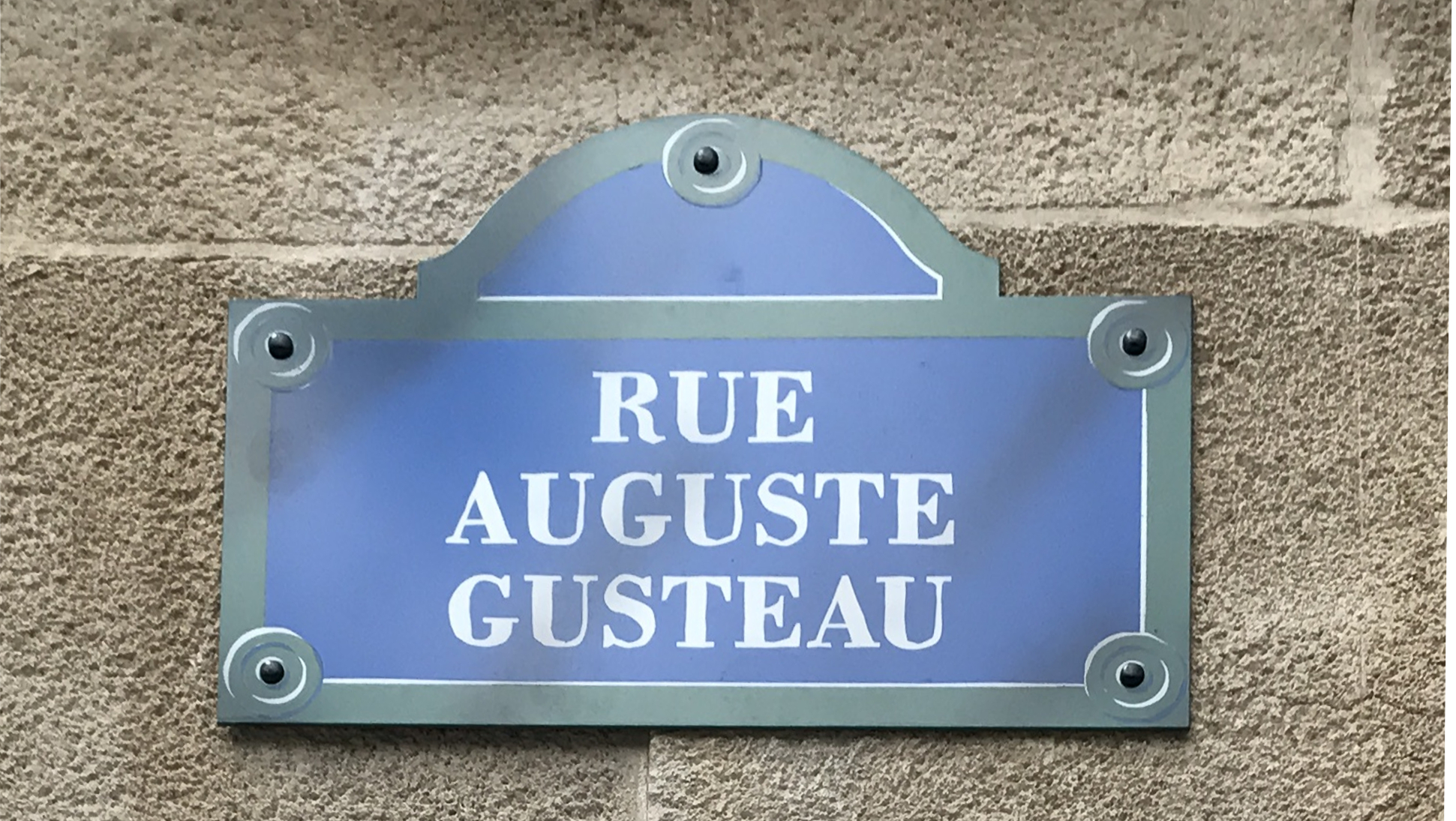
Fausse plaque de rue Auguste-Gusteau à Disneyland Paris.

Dans les cuisines du restaurant, de nombreux petits rats se partagent les tâches pour concocter les plats, tandis qu'Alfredo assure le service. Peu après, Colette (qui a lu entretemps le livre d'Auguste Gusteau, Tout le monde peut cuisiner) change d’avis et décide de revenir leur prêter main-forte. Malgré les inquiétudes de la cuisinière, Rémy décide de préparer une ratatouille (Confit byaldi) pour le critique. Lors de la dégustation, la profusion de saveurs fait ressurgir chez Ego le souvenir de la ratatouille de son enfance. Subjugué, il veut remercier le chef mais Alfredo lui avoue que c'est un rat qui a préparé le plat. Le lendemain du repas, le critique publie un article élogieux sur Alfredo et sur son mystérieux petit cuisinier sans en dévoiler la nature exacte. Mais les services d'hygiène, avertis par Skinner de la présence de rats dans l'établissement, ferment le restaurant et Ego perd son emploi et sa crédibilité en tant que critique culinaire. Aidé de Colette, Alfredo ouvre un nouveau restaurant nommé La Ratatouille, en l'honneur de celle servie à Ego. Il s'occupe du service, laissant la cuisine à Colette et Rémy. Le film se termine par le service à Ego très ravi de revenir manger dans ce nouveau restaurant et attendant patiemment que le chef lui prépare un dessert qui le surprendra comme il le souhaite, tandis que dehors, une queue imposante de gens attendent devant le nouveau restaurant.

## Fiche technique
Sauf indication contraire, les informations mentionnées dans cette section peuvent être confirmées par la base de données cinématographiques IMDb,  présente dans la section « Liens externes ».
- Titre : Ratatouille

Transcription du titre pour aider la lecture des anglophones.

- Réalisation et scénario : Brad Bird
- Co-réalisation : Jan Pinkava
- Histoire : Brad Bird, Jan Pinkava, Jim Capobianco
  - directeur d'écriture : Mark Andrews
  - Story-boards : Brian Fee ; Josh Cooley ; Ronnie del Carmen ; Peter Sohn ; Enrico Casarosa ; Teddy Newton
- Animation : Patrick Delage (directeur d'animation), Adrian Molina, Dave Mullins, Mark Walsh (supervision), Teddy Newton, John Kahrs et James Ford Murphy
- Photographie : Robert Anderson et Sharon Calahan
- Décors : Harley Jessup
- Son : Randy Thom ; Michael Silvers (montage)
- Montage : Darren T. Holmes
- Musique : Michael Giacchino
- Production : Brad Lewis (producteur) ; John Lasseter et Andrew Stanton (producteurs exécutifs) ; Galyn Susman (producteur associé)
- Sociétés de production : Pixar Animation Studios, Walt Disney Pictures
- Pays de production :  États-Unis
- Genre : animation, comédie et aventure
- Budget : 150 millions $ US[1]
- Format[2] : couleur — 2,35:1 (CinemaScope) — son Dolby Digital SRD/DTS EX
- Durée : 111 minutes
- Dates de sortie :
  - États-Unis : 22 juin 2007 (première à Hollywood), 29 juin 2007 (sortie nationale)
  - France, Belgique : 1er août 2007

## Distribution

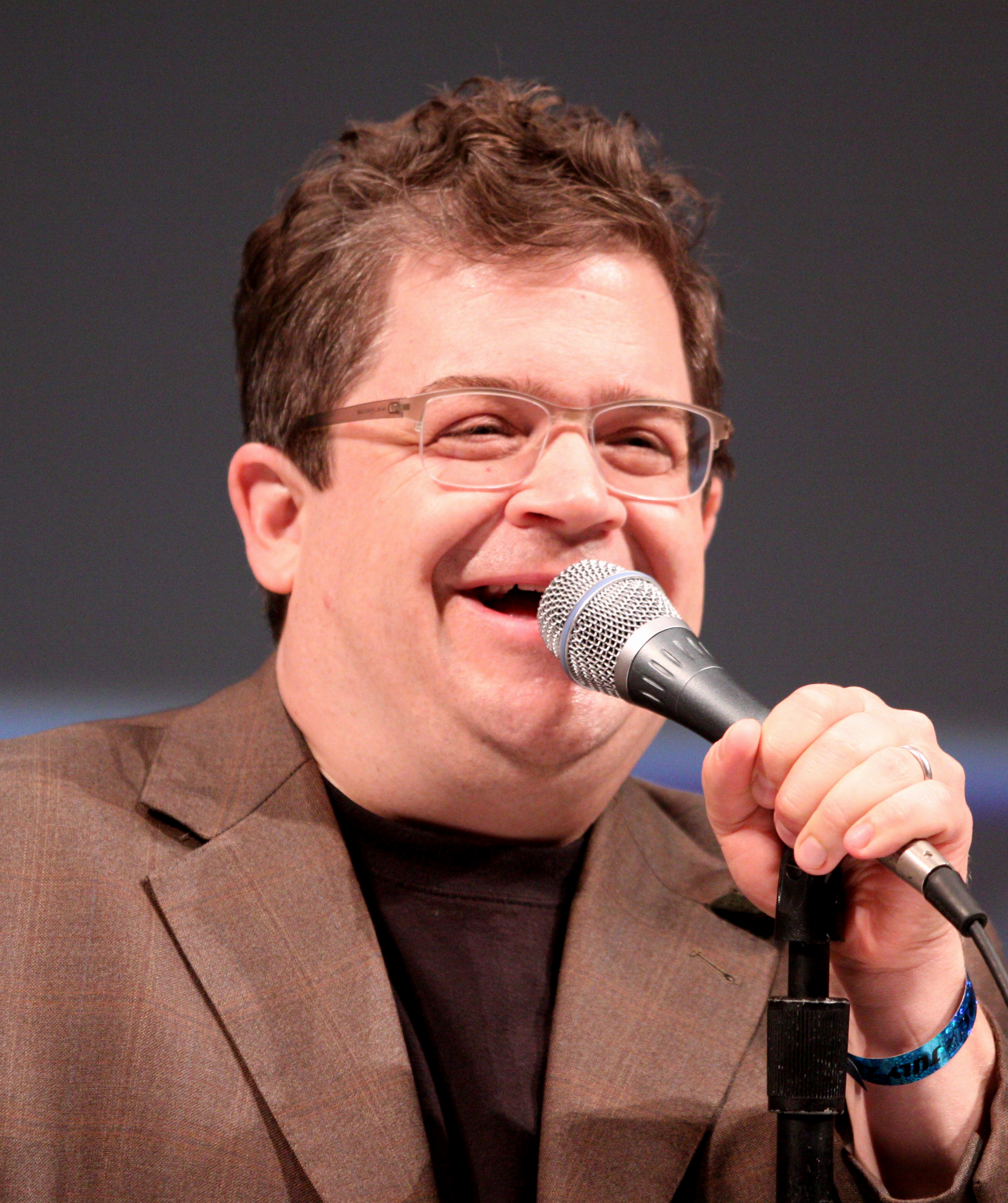
Patton Oswalt double Rémy dans la version originale.

### Voix originales
- Patton Oswalt : Rémy
- Lou Romano : Alfredo Linguini
- Janeane Garofalo : Colette Tatou
- Ian Holm : Skinner
- Peter Sohn : Émile
- Brian Dennehy : Django
- Brad Garrett : Auguste Gusteau
- Peter O'Toole : Anton Ego
- Will Arnett : Horst
- Julius Callahan : Lalo / François
- James Remar : Larousse
- John Ratzenberger : Mustafa
- Teddy Newton : Talon Labarthe
- Tony Fucile : Pompidou / le contrôleur sanitaire
- Jake Steinfeld : Git
- Brad Bird : Ambrister Minion
- Joe Ranft : Patron Walter
- Stéphane Roux (en) : le narrateur

### Voix françaises
- Guillaume Lebon : Rémy
- Thierry Ragueneau : Alfredo Linguini
- Camille Dalmais : Colette Tatou
- Julien Kramer : chef Skinner
- Pierre-François Martin-Laval : Émile, le frère de Rémy
- Michel Dodane : Django, le père de Rémy et chef des rats
- Jean-Pierre Marielle : Auguste Gusteau
- Bernard Tiphaine : Anton Ego
- Igor de Savitch : Horst
- Diouc Koma : Lalo
- Thierry Kazazian : François
- Jacques Bouanich : Larousse
- Michel Papineschi : Mustafa
- Pierre-François Pistorio : Talon Labarthe
- Yves-Henri Salerne : Pompidou
- Mouss Diouf : Git
- Jérémy Prévost : Ambrister Minion
- Jean-Philippe Puymartin : Patron Walter
- Christophe Hondelatte : le narrateur
- Julien Sibre, Xavier Fagnon, Guy Savoy, Cyril Lignac : voix additionnelles

### Voix québécoises
- Benoît Éthier : Rémy
- Philippe Martin : Alfredo Linguini
- Michèle Lituac : Colette Tatou
- Patrick Chouinard : Skinner
- Olivier Visentin : Émile
- Jacques Lavallée : Django
- Jean-Marie Moncelet : Auguste Gusteau
- Sylvain Hétu : Anton Egô
- Stéphane Rivard : Horst
- François L'Écuyer : Lalo
- Paul Sarrasin : François
- Alain Sauvage : Larousse
- Hubert Gagnon : Mustafa
- Denis Michaud : Pompidou
- Denis Mercier : Talon Labarthe
- Denis Roy : Ambrister Minion
- Alain Zouvi : Patron Walter
- Thiéry Dubé : le narrateur
- Pierre Bédard, Julie Burroughs, Johanne Garneau, Catherine Hamann, Viviane Pacal, François Sasseville : voix additionnelles

## Distinctions
Source : IMDb

### Récompenses
- Oscars 2008 : meilleur film d'animation
- BAFTA 2008 : meilleur film d'animation
- Golden Globes 2008 : meilleur film d'animation
- Los Angeles Film Critics Association 2008 :
  - Meilleur film d'animation
  - Meilleur film familial
- Boston Society of Film Critics 2008 : meilleur scénario
- National Board of Review 2008 : meilleur film d'animation
- Annie Awards 2008 : meilleur comédien de doublage dans un second rôle dans un film d'animation pour Ian Holm

### Nominations
- Oscars 2008 :
  - Meilleure musique de film
  - Meilleur scénario original
  - Meilleur montage de son
  - Meilleur mixage de son
- Grammy Awards 2008 : meilleure composition pour une musique de film
- People's Choice Awards 2008 : meilleur film familial
- Annie Awards 2008 :
  - Meilleur film d'animation
  - Meilleure production pour un film d'animation
  - Meilleure réalisation d'un film d'animation
  - Meilleur scénario pour un film d'animation
  - Meilleur storyboard pour un film d'animation
  - Meilleurs effets spéciaux
  - Meilleure animation des personnages d'un film d'animation
  - Meilleure conception de personnages d'un film d'animation
  - Meilleure musique de film
  - Meilleure comédienne de doublage dans un premier rôle dans un film d'animation pour Janeane Garofalo
  - Meilleur comédien de doublage dans un premier rôle dans un film d'animation pour Patton Oswalt

## Sortie vidéo
Début février 2008, le DVD ainsi qu'une édition haute définition Blu-ray sortent en vente en France, et début novembre 2007 en Amérique. Cette nouvelle sortie pour les studios Pixar se différencie des précédents DVD, où apparaissaient dans le menu, différents jeux enfantins. Seul, un menu interactif de Disney Channel est mis en valeur, accompagné de deux courts métrages, régis par un son Dolby Digital : une histoire de rats, et l'extraction ratée d'un dormeur de sa maison par un extraterrestre maladroit. L'histoire de rats n'est autre qu'une histoire animée sur Rémy et Émile, intitulée Your Friend the Rat (Vos amis les rats), dans laquelle deux rats essayent de devenir amis avec des humains, démontrant les préjugés des humains à travers plusieurs exemples. Ce court métrage en trois dimensions dure onze minutes. L'autre court métrage n'est autre que celui précédant Ratatouille, en salle : Extra-terrien.
On retrouve de plus la conception des personnages, la recette de la ratatouille, quelques morceaux du storyboard, la constitution du Paris imaginé pour le film, et une discussion entre Brad Bird et Thomas Keller sur la réalisation du film, et des aspects culinaires du film.

## Production

### Scénario

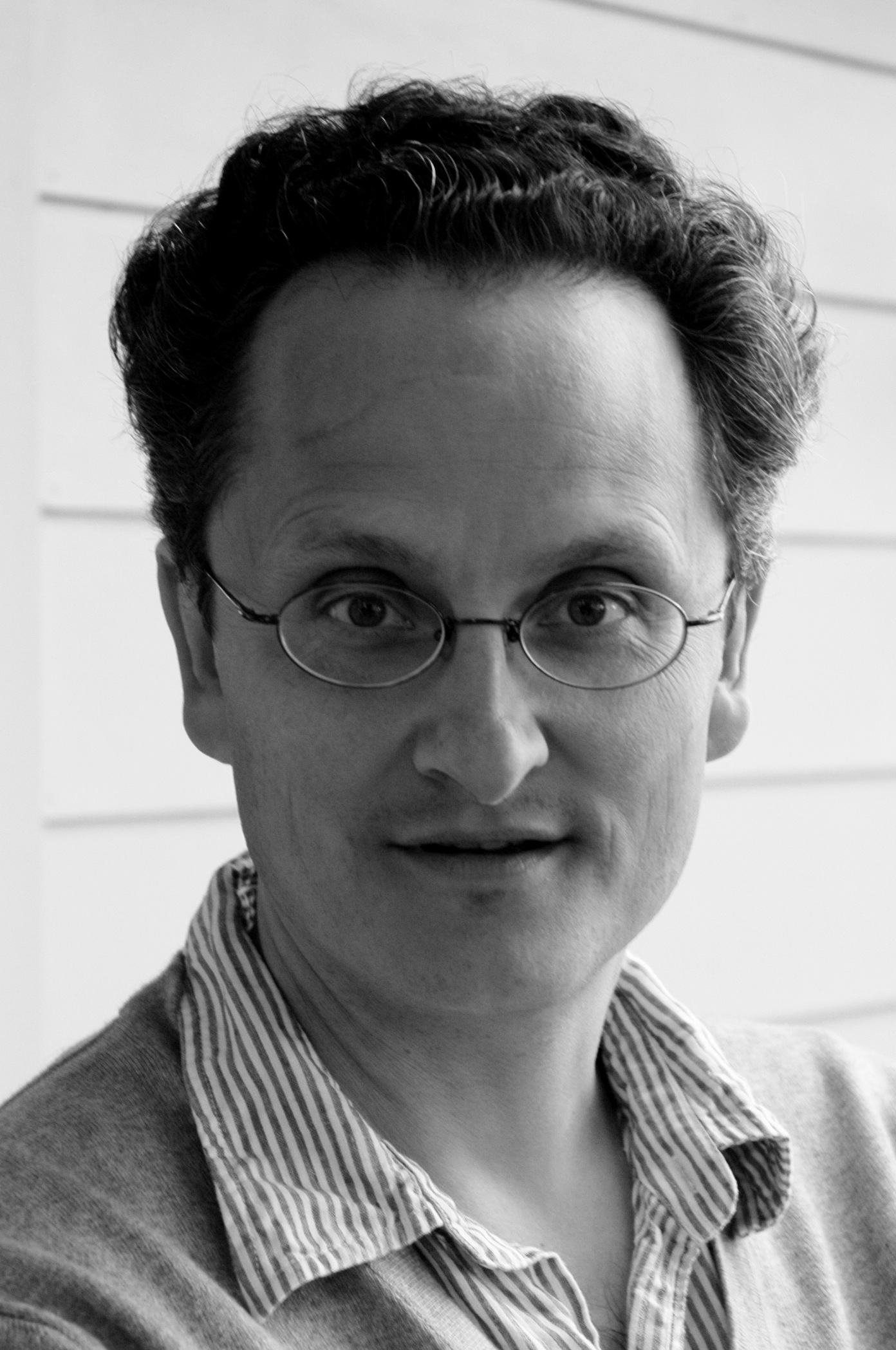
Jan Pinkava (ici en 2007), scénariste du film.

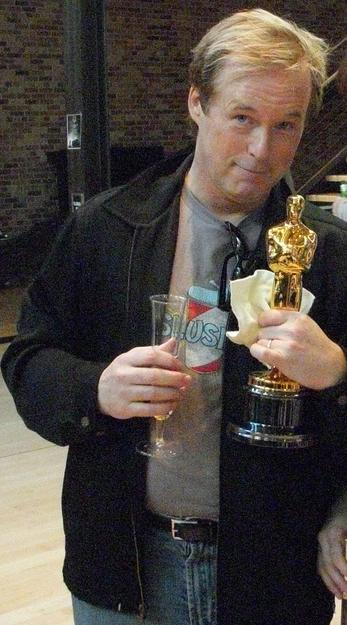
Brad Bird, après la victoire de l'Oscar du meilleur film d'animation.

Jan Pinkava, oscarisé en 1998 pour le court-métrage Le Joueur d'échecs, est à l'origine du projet : il en a créé le scénario, les costumes, les paysages : il est le noyau de Ratatouille. Mais en 2005, Pixar décide de le remplacer par Brad Bird,,, réalisateur du précédent long-métrage Pixar (oscarisé) Les Indestructibles.
Ce changement inattendu est dû à la complexité de l'histoire imaginée par Pinkava : trop de personnages principaux et d'intrigues secondaires. Brad Bird reprend le projet en renforçant la relation Rémy-Alfredo, et le personnage de Colette, alors faiblement utilisé. Le nouveau réalisateur modifie aussi l'esthétique des rats pour les rendre moins anthropomorphes, en imaginant une comédie axée sur le physique, dont le personnage d'Alfredo Linguini fournirait la base du travail. Il persuade néanmoins John Lasseter de garder le titre Ratatouille trouvé par Pinkava, car il sonne typiquement français tout en contenant le mot « rat ».
Après avoir fini de retoucher le scénario, Brad Bird, son directeur de la photographie, Robert Anderson, et plusieurs autres techniciens, se rendent à Paris. Durant une semaine, ils visitent les monuments principaux et mangent dans des restaurants chics parisiens pour comprendre correctement l'environnement de la capitale, Brad désirant donner de cette ville une vision romantique.
De retour en Amérique, l'équipe se lance dans la préparation du film, déjà en chantier depuis deux ans. Selon Brad Bird, c'est ce délai qui a incité les techniciens à tenter des choses qu'ils n'auraient pas faites autrement.
Ratatouille est le premier long métrage des studios Pixar dont la distribution ne comprend pas Joe Ranft, surnommé le « Cœur de Pixar », mort le 16 août 2005 dans un accident de voiture.
Le film est dédié à Dan Lee, animateur de l'équipe mort en 2005 d'un cancer du poumon.

### Conception graphique

#### Personnages

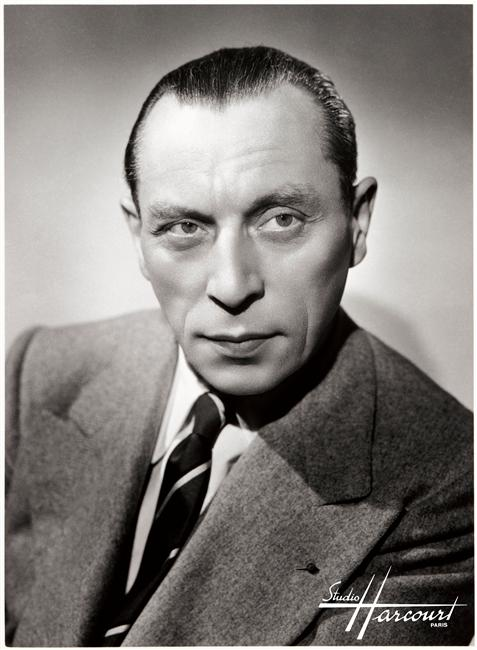
La physionomie de Louis Jouvet a servi de modèle à Anton Ego.

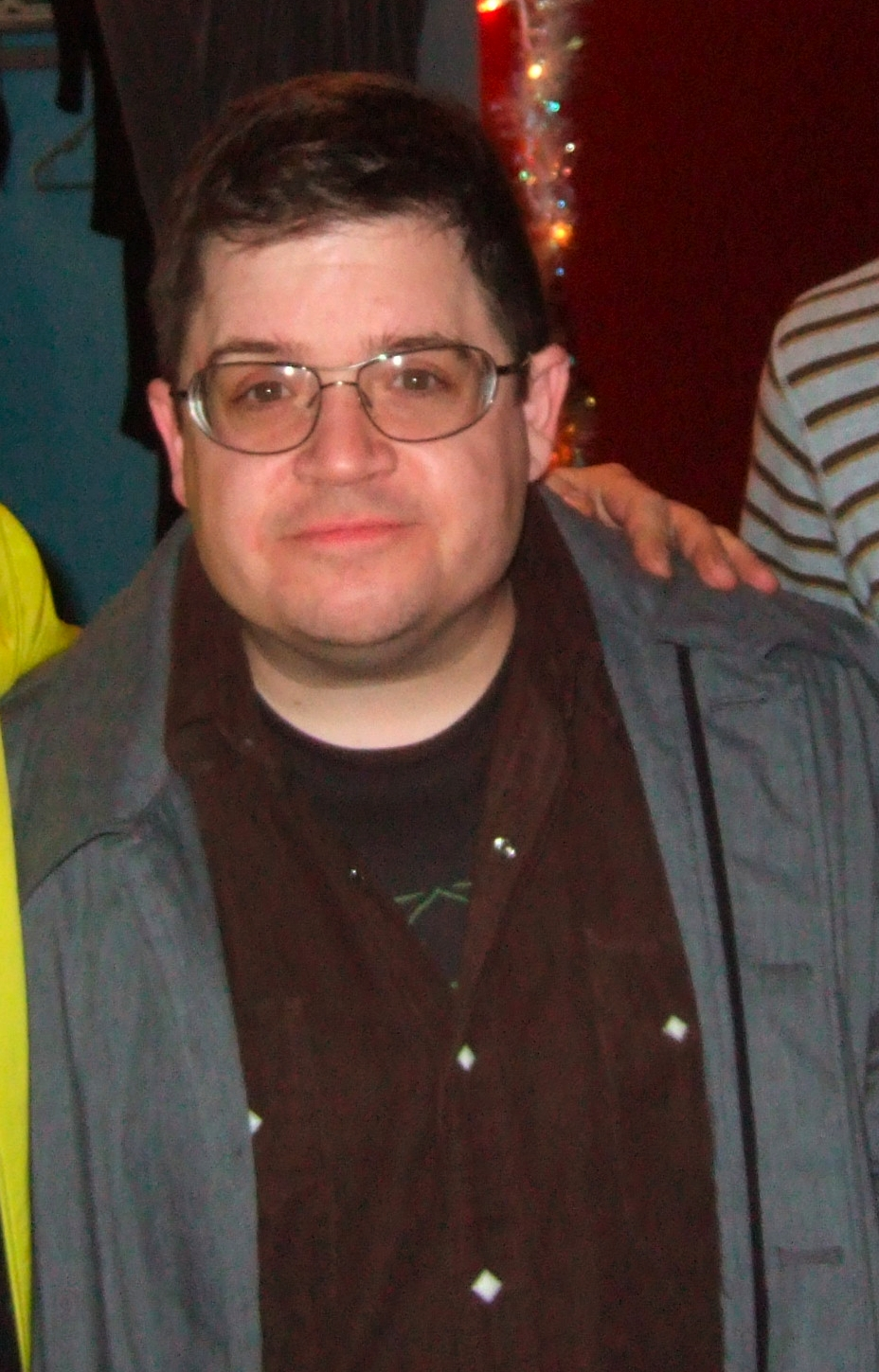
Patton Oswalt (ici en 2006), interprète de la voix originale de Rémy.

D'après le concepteur Jason Deamer « la plupart des personnages étaient conçus lorsque Jan a quitté le tournage. Cet homme avait l'œil pour les reliefs ». C'est ainsi que Pinkava imagine Anton Ego comme un vautour ; en outre, les traits du personnage s'inspirent de ceux de Louis Jouvet.
Jan Pinkava dira, après son départ du projet :

« Les gens veulent toujours savoir d'où viennent les idées. La vérité est qu'un jour, je me tenais dans la cuisine avec ma femme, et que tout à coup j'ai eu cette idée : et si un rat voulait devenir un chef de cuisine ? Lorsque vous vous mettez à raconter cela aux gens, tout le monde rit. C'est vraiment une idée complètement folle ! »

Jan consulte Debbie Ducommun, une experte en rats, à propos de leurs habitudes et de leurs caractéristiques. De même avant le responsable de la conception des personnages, Greg Dykstra réalise des maquettes préalables en argile d'après les conseils d'un autre expert : B. F. Skinner, qui est d'ailleurs l'un des personnages du film.
De plus, pour étudier les mouvements des rats, un an avant le tournage est installée, à l'entrée des studios Pixar, une grande cage emplie de rats qui pouvaient ainsi courir, marcher ou dormir.
Puis vient le choix des voix. Brad Bird a tout de suite choisi Patton Oswalt pour le personnage de Rémy après l'avoir entendu dans une de ses comédies. Tous les acteurs choisis ont dû ensuite s'entraîner à prendre un accent français authentique. Cependant, John Ratzenberger, qui joue le rôle de Mustafa, n'y parvenant pas, il s'exprime avec un accent italien.
Enfin des scènes de référence sont tournées en vrai pour étudier certains mouvements. Par exemple, pour la scène de Linguini qui saute dans la Seine pour sauver Rémy, il a fallu qu'un technicien, vêtu comme le commis, saute dans la piscine des studios et vérifie quelles parties des vêtements collaient à la peau.

#### Auguste Gusteau, entre réalité et fiction
Auguste Gusteau est inspiré par Bernard Loiseau et Paul Bocuse, et prénommé en hommage à Auguste Escoffier. Certains traits du personnage du chef cuisinier Auguste Gusteau n'ont peut-être pas été créés par Jan Pinkava mais plutôt inspirés de la vie d'un véritable chef cuisinier, Bernard Loiseau. Dans le film, Gusteau a disparu, des rumeurs circulent sur le fait qu'il semble s'être suicidé après la perte d'une étoile pour son grand restaurant car il cherchait toujours à atteindre l'excellence avec ses cinq étoiles.
La description présente de nombreuses similitudes avec Bernard Loiseau, classé trois étoiles au Guide Michelin, et 19⁄20 au Gault et Millau. Considéré comme l'un des plus grands restaurateurs français. Il projetait d'ouvrir un hôtel de luxe et de caractère, mais à la suite d'une rétrogradation de 19⁄20 à 17⁄20 par le Gault et Millau, et à des critiques lui reprochant de ne plus rechercher la perfection, en s'endormant sur ses lauriers au détriment de sa qualité de créateur et d'innovateur, Bernard Loiseau se suicide le 24 février 2003.

#### Décors et nourriture

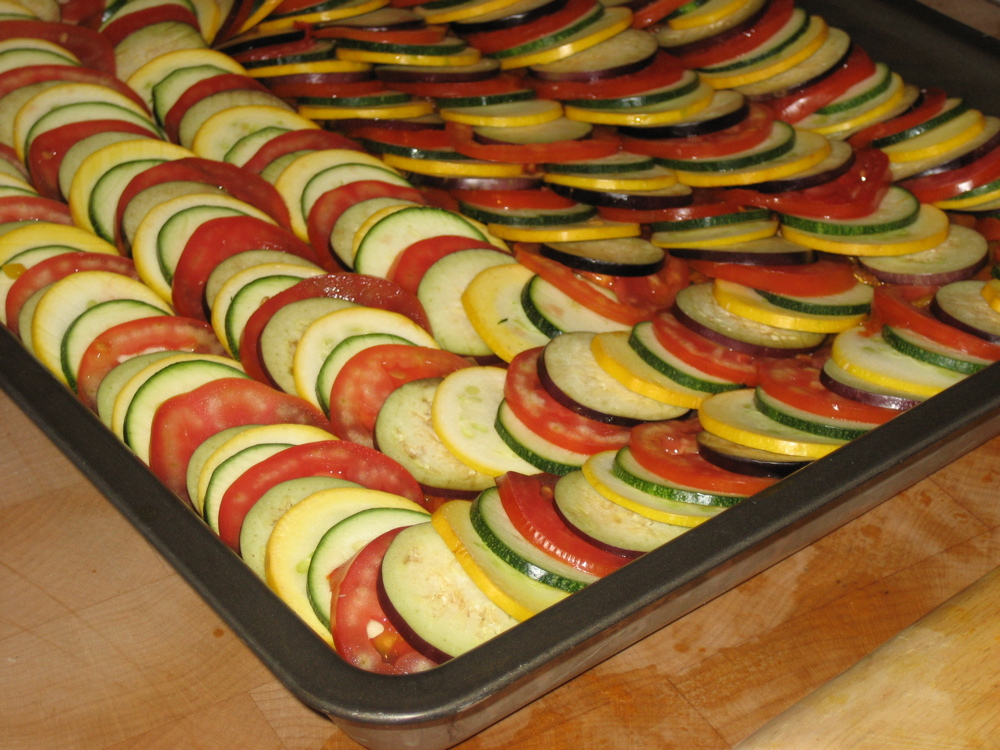
Reproduction de la préparation du « Confit byaldi », qui sera servi à Anton Ego dans le film.

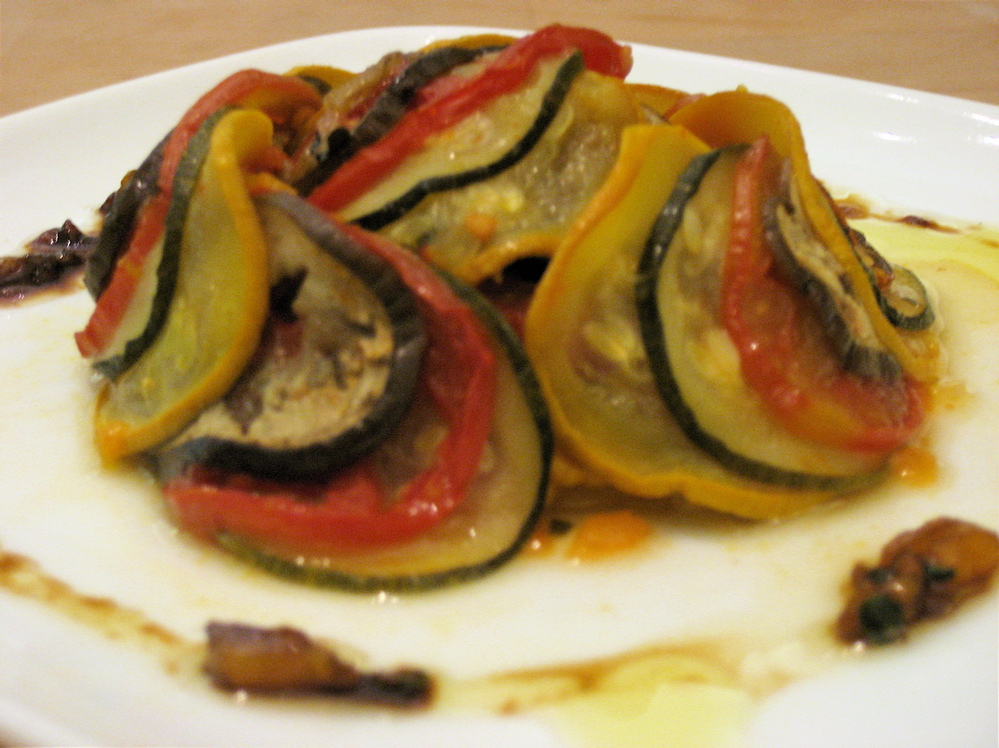
Confit byaldi (détail).

Ce fut un défi pour les cinéastes de créer tous les décors, surtout ceux qui avaient trait à la nourriture, créés par des ordinateurs : il fallait, selon le réalisateur, qu'ils apparaissent délicieux. Pour ce faire, l'équipe de tournage a consulté plusieurs chefs gastronomiques, autant en Amérique qu'en France, et des animateurs d'écoles culinaires de la région de la baie de San Francisco pour comprendre l'organisation d'une cuisine industrielle. Ils ont notamment rendu visite au restaurant Taillevent, à Guy Savoy, à Hélène Darroze, à La Tour d'Argent, à Cyril Lignac, au Café Procope et au restaurant Le Train bleu. Michael Warch, l'un des nombreux techniciens du film, avait, avant de travailler pour les studios Pixar, suivi une formation d'école culinaire avant de tourner le film, ce qui lui permit d'aider les autres techniciens, concepteurs des décors,.
Le célèbre chef Thomas Keller a permis au producteur, Brad Lewis, de venir découvrir sa cuisine du French Laundry. Pour la conclusion du film, Keller a créé un plat fantaisiste, selon les souhaits du réalisateur, et en parallèle au titre du film, qu'il a nommé « Confit byaldi ». La lumière utilisée dans Ratatouille pour mettre en valeur les fruits et légumes fut la même que celle utilisée dans Les Indestructibles pour la peau de la famille de super-héros, mais, de nouveaux programmes furent utilisés pour donner une texture organique. Pour rendre le résultat plus réaliste, la musique, les dialogues et des images abstraites représentant les sensations des personnages lors de dégustation ont été utilisés. L'apparence des mets a été créée par l'animateur Michel Gagné, qui s'inspira du travail d'Oscar Fischinger et de Norman McLaren. En dernier lieu, pour rendre un compost réaliste, le département d'art du film a photographié plusieurs sortes de produits alimentaires, tels que des pommes, des baies, des bananes, des champignons, des oranges, du brocoli et de la laitue en fermentation.
Des noms de techniciens de tournage furent donnés à certains de ces aliments, comme « Les olives noires Goodman » (en référence à l'animateur Dan Goodman), ou « Le Café Stan » (le monteur Stan Webb).

#### Paris

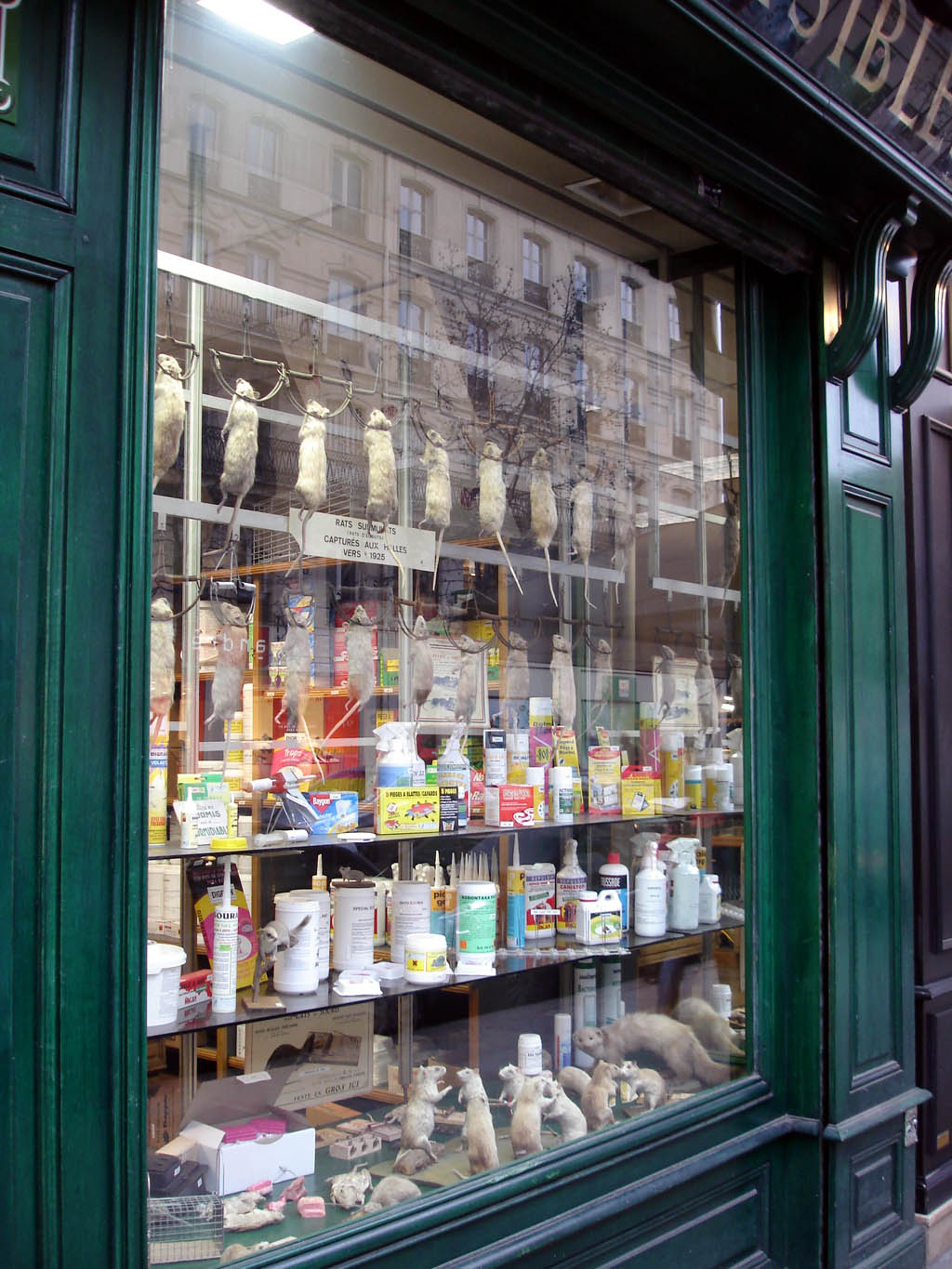
La boutique de dératisation de la rue des Halles à Paris apparaît brièvement dans le film.

Plusieurs lieux réels ont inspiré le film. Les équipes de Pixar ont visité La maison Aurouze, un dératiseur parisien situé dans le premier arrondissement et dont la façade a été reproduite dans le film. Le grand restaurant parisien La Tour d'Argent a inspiré le décor du restaurant panoramique du film.
Dans Ratatouille, ce n'est pas un Paris actuel, avec quelques traces de pollution dans le ciel, ni de longues files de voitures dans les rues, mais un Paris historique et symbolique qui apparaît, vu à travers des clichés enjolivés. En effet, dans le film, on aperçoit une Citroën 2 CV et une Citroën DS à plusieurs reprises, ou même un Linguini à vélo. Ceci révèle une trace de romantisme dans la vue parisienne des producteurs hollywoodiens.
Cédric Klapisch dira à ce sujet :

« Dans ce Paris imaginé, on roule encore en 2CV ou en DS. Je trouve cela charmant quand on s'invente le Paris que l'on veut voir. Finalement, le Paris qui est décrit par Hollywood demeure un Paris historique et symbolique. Vous me direz, quand un Français va faire un clip en Californie, il y a toujours une fille en roller avec un milk-shake ! Tout le monde a des clichés sur tout le monde ! »

À la différence de la directrice de la photographie, Sharon Calahan, qui a déclaré rechercher une atmosphère d'octobre, idéale, pour le film :

« Quand nous sommes allés à Paris, il y avait du soleil, mais la lumière était argentée et diffuse, tout paraissait doux, chaleureux et accueillant. Je voulais retrouver cela dans notre film. Le film n'est pas éclairé avec une lumière fortement colorée et des ombres franches comme c'est le cas d'ordinaire, parce que je voulais vraiment célébrer cette couleur particulière que l'on ne trouve qu'à Paris. »

### Bande originale

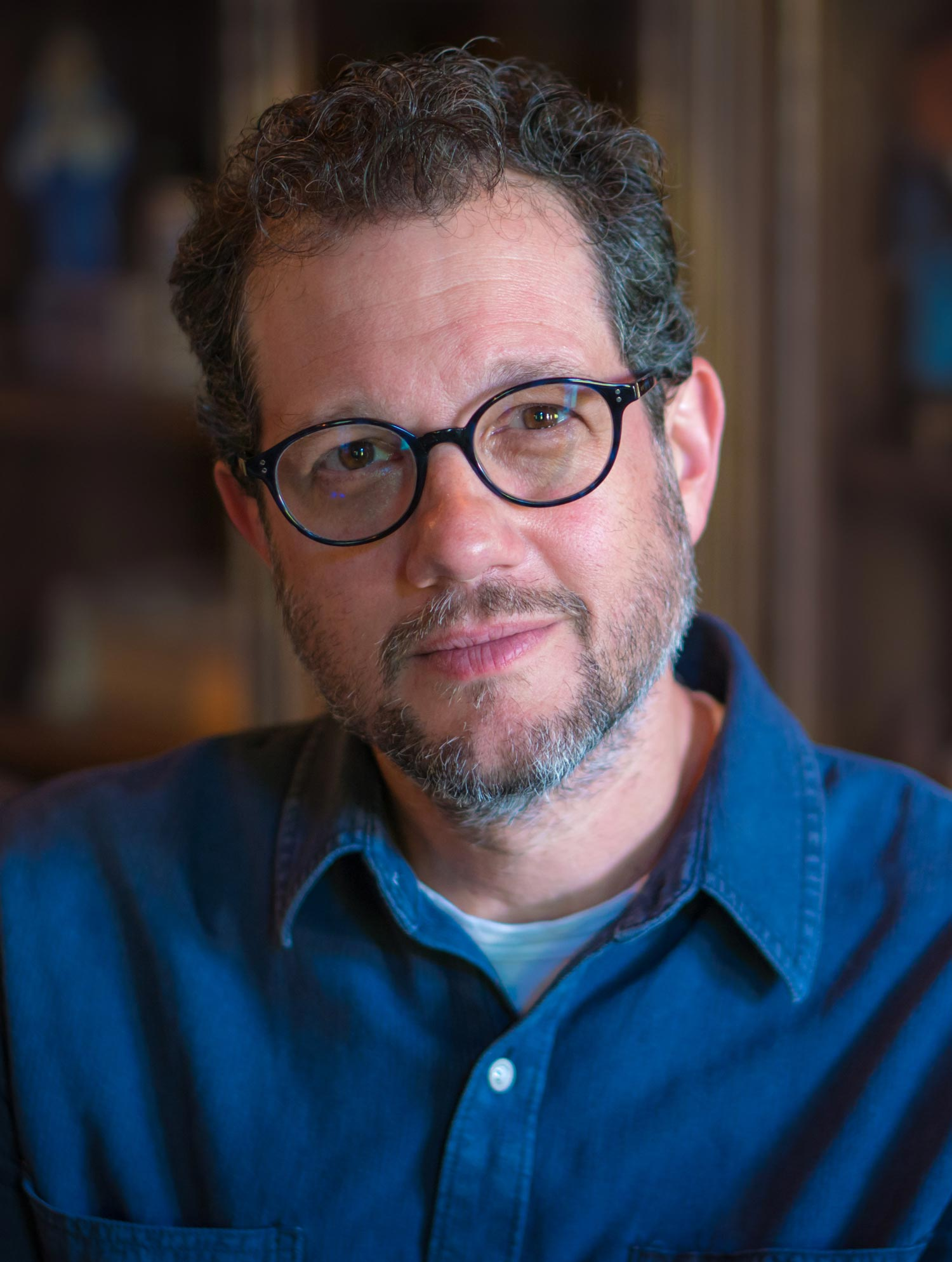
Michael Giacchino, compositeur de la musique originale (ici en 2017).

La bande originale de Ratatouille, sortie le 26 juin 2007 sous le label Walt Disney Records, a été composée par Michael Giacchino. La chanson du générique de fin, Le Festin, est interprétée en français par Camille. La musique est interprétée par Le Rat Band sous la direction de Tim Simonec.
| 1.  | Le Festin                  | Camille           | 2:50 |
| 2.  | Welcome To Gusteau's       | Michael Giacchino | 0:38 |
| 3.  | This is Me                 | Michael Giacchino | 1:41 |
| 4.  | Granny Get Your Gun        | Michael Giacchino | 2:01 |
| 5.  | 100 Rat Dash               | Michael Giacchino | 1:47 |
| 6.  | Wall Rat                   | Michael Giacchino | 2:41 |
| 7.  | Cast Of Cooks              | Michael Giacchino | 1:41 |
| 8.  | A Real Gourmet Kitchen     | Michael Giacchino | 4:18 |
| 9.  | Souped Up                  | Michael Giacchino | 0:50 |
| 10. | Is It Soup Yet?            | Michael Giacchino | 1:16 |
| 11. | A New Deal                 | Michael Giacchino | 1:56 |
| 12. | Remy Drives a Linguini     | Michael Giacchino | 2:26 |
| 13. | Colette Shows Him Le Ropes | Michael Giacchino | 2:56 |
| 14. | Special Order              | Michael Giacchino | 1:58 |
| 15. | Kiss And Vinegar           | Michael Giacchino | 1:54 |
| 16. | Losing Control             | Michael Giacchino | 2:04 |
| 17. | Heist To See You           | Michael Giacchino | 1:45 |
| 18. | The Paper Chase            | Michael Giacchino | 1:44 |
| 19. | Remy's Revenge             | Michael Giacchino | 3:24 |
| 20. | Abandoning Ship            | Michael Giacchino | 2:55 |
| 21. | Dinner Rush                | Michael Giacchino | 5:00 |
| 22. | Anyone Can Cook            | Michael Giacchino | 3:13 |
| 23. | End Creditouilles          | Michael Giacchino | 9:16 |
| 24. | Ratatouille Main Theme     | Michael Giacchino | 2:09 |

## Sortie et accueil

### Promotion

Logo des bouteilles de vin commercialisées aux États-Unis d'Amérique durant le mois de juillet 2007.

La bande-annonce de Ratatouille débute de la même manière que son prédécesseur : Cars. Une vue d'ensemble dépeint Paris, accompagnée d'une voix narrative décrivant la capitale. Le spectateur assiste ensuite à une scène dans un restaurant, celui de maître Gusteau. Puis, la caméra entre dans les cuisines, et donne à voir un rat qui assaisonne une soupe… mais le commis Alfredo Linguini le prend sur le fait. Cependant, les scènes que l'on peut voir ne sont pas présentes dans le film, comme tous les autres métrages des studios Pixar. Une seconde bande-annonce sort le 23 mars 2007.
Le Grand Tour du fromage commence le 11 mai 2007 avec des démonstrations de cuisine et un extrait du film. Lou Romano participe à une séance d'autographe à San Francisco à cette occasion. Est ensuite créé un vin français à l'image de Ratatouille, avec l'aide de Costco. Quelques bouteilles sont commercialisées, mais à la suite de plaintes déposées par l'Institut d'œnologie de Californie, tout est arrêté. Le motif de la plainte est que ce produit dérivé risquait de pousser des mineurs à la consommation d'alcool. Des peluches, des jouets, un jeu vidéo, plusieurs livres et albums sortent également.
Au Royaume-Uni, plutôt que de sortir une bande-annonce, un extrait comportant des scènes de Rémy et Émile est diffusé en salle pour décourager le piratage du film. De même, les protagonistes du film sont utilisés dans une publicité pour la Nissan Note.
Les studios Disney et Pixar s'inquiétant de la compréhension par le public anglophone, et particulièrement par les jeunes, et de la prononciation du mot « ratatouille », le titre est épelé phonétiquement lors des bandes-annonces, extraits et sur l'affiche du film,.

### Sortie
La première mondiale de Ratatouille a lieu le 22 juin 2007 à Los Angeles au Théâtre Kodak, précédant d'une semaine la sortie nationale.
Ratatouille sort après une longue brouille entre les États-Unis et la France, à la suite du refus de cette dernière de participer à la troisième guerre du Golfe déclenchée en 2003 sous l'impulsion de l'administration Bush (ce qui avait entraîné une campagne de boycott des produits français menée par certains parlementaires américains, allant jusqu'à la proposition du retrait du mot « french » dans l'expression « French Fries », désignant aux États-Unis les frites, sur les menus de certaines cantines scolaires. Pour le magazine La Vanguardia, Ratatouille est un élément de réconciliation destiné aux jeunes américains qui découvrent ainsi Paris et les beautés de la France, tout comme l'avait été en son temps Les Aristochats, sorti en 1970 sous la présidence de Georges Pompidou, après plusieurs actions du général de Gaulle pour renforcer l'indépendance de la France, comme la sortie de l'OTAN et la fermeture en 1966 des bases américaines situées en France. De fait, Nicolas Sarkozy enterrera la hache de guerre entre les deux pays lors d'un discours devant le Congrès des États-Unis en novembre 2007.

### Box-office
Lors de sa sortie nationale américaine, Ratatouille compte près de 3 940 copies et démarre à la première place avec plus de 47 000 000 $, le plus petit départ pour un long métrage d'animation réalisé par Pixar depuis 1 001 Pattes.
Cependant, en France, lors de sa sortie nationale, le film réalise le meilleur démarrage pour un film d'animation, se classant Numéro 1 du box-office annuel en France, après Les Bronzés 3 en 2006 et avant Bienvenue chez les Ch'tis en 2008.
Au Royaume-Uni, le film débute aussi premier au box-office avec près de 4 000 000 £.
Le 13 janvier 2008, le film avait engendré près de 206 445 654 $ aux États-Unis, et plus de 619 687 889 $ dans le monde, réalisant ainsi le troisième plus gros succès des studios Pixar, derrière Le Monde de Nemo et Les Indestructibles.
| Pays ou région       | Box-office        | Date d'arrêt du box-office | Nombre de semaines | Classement |
| -------------------- | ----------------- | -------------------------- | ------------------ | ---------- |
| États-Unis et Canada | 206 445 654 $     | 11 février 2008            | 20                 | 77e        |
| France               | 7 824 208 entrées | 4 mars 2008                | 31                 | 1er (2007) |
| Suisse               | 756 682 entrées   | mars 2008                  | -                  | 14e        |
| Total Monde          | 621 404 947 $     | 23 avril 2008              | 24                 | TLT 35e    |

### Succès et critiques
Succès critique et public, Ratatouille est l'un des longs métrages les plus rentables que Pixar a produit à ce jour. Le film a d'ailleurs été élu par le site internet Rotten Tomatoes « meilleur film de l'année ». Et ce succès, c'est la Walt Disney Company qui en profite en créant par masse des produits dérivés comme des peluches, des jouets, des jeux vidéo, et même un vin français. Plusieurs livres ont aussi été commercialisés autour du film : des albums, des bandes-dessinées, ou des romans.
Avec ses 1 951 074 entrées, Ratatouille réalise le quatrième meilleur démarrage hebdomadaire français de tous les temps pour un film d'animation, il est aussi le film le plus vu dans les salles de cinéma en 2007.
Les réactions critiques du film sont la plupart du temps unanimement positives. 196 personnes de Rotten Tomatoes, un critique en ligne, évaluent à 96⁄100 Ratatouille, de la même manière que Metacritic, dont 37 personnes l'ont aussi évalué à 96⁄100, le sixième meilleur score de tous les sites internet en janvier 2008.
A. O. Scott, du New York Times, a parlé de Ratatouille comme d'« un film populaire impeccable, et l'un des portraits d'artiste les plus convaincants qu'il ait vu au cinéma ». Roger Ebert, du Chicago Sun-Times, et Jeffrey Lyons, de NBC, ont quant à eux avoué qu'ils venaient de voir un film à la hauteur de leur espérance. Plusieurs revues ont noté que la critique qu'émettait Anton Ego, à la fin du film, pouvait être prise comme une « claque sur le poignet » pour des critiques professionnels,.
Ratatouille est nommé cinq fois aux Oscars 2008 (meilleur film d'animation, meilleure chanson originale, meilleur scénario, meilleur son et meilleur mixage de son), détenant le record du nombre de nominations pour un film d'animation en images de synthèse et détrônant ainsi Monstres et Cie, Le Monde de Nemo et Les Indestructibles. La Belle et la Bête détient quant à lui toujours le record du nombre de nominations pour un film d'animation traditionnel, avec six nominations dont deux trophées remportés.
Le court métrage qui précédait le film lors de sa sortie en salles, Extra-terrien, est également nommé à l'Oscar du meilleur court métrage d'animation.
Ratatouille obtient aussi treize nominations aux Annie Awards dont neuf récompenses et une victoire aux Golden Globes dans la catégorie « Meilleur film d'animation ». Le film a pour l'instant remporté près de dix-huit prix internationaux et a été nommé pour divers autres prix à vingt-sept reprises.
Durant son exploitation, le film est apparu sur plusieurs classements des dix meilleurs films de l'année 2007 de magazines notables.
- 1er — Gene Seymour, Newsday[71]
- 1er — Meilleure animation, Rotten Tomatoes[72]
- 1er — Meilleur film, Rotten Tomatoes[72]
- 1er — Michael Sragow, The Baltimore Sun
- 1er — Ciné Live[73]
- 2e — A.O. Scott, The New York Times
- 2e — Joe Morgenstern, The Wall Street Journal
- 3e — Jack Mathews, New York Daily News
- 3e — Noel Murray, The A.V. Club
- 4e — Empire
- 4e — Liam Lacey et Rick Groen, The Globe and Mail
- 5e — Ella Taylor, LA Weekly
- 5e — Lou Lumenick, New York Post
- 6e — La rédaction, Première (France)[74]
- 6e — Ty Burr, The Boston Globe
- 7e — Cole Dabney, Cole and Bobby[75]
- 8e — Gleen Kenny, Première (USA)
- 9e — Dana Stevens, Slate
- 10e — Kenneth Turan, Los Angeles Times
- 10e — Wesley Morris, The Boston Globe

## Adaptations et postérité
Une attraction sur le thème du film nommée Ratatouille : L'Aventure totalement toquée de Rémy existe dans le parc Walt Disney Studios en France, ainsi qu'un quartier parisien, un restaurant et une boutique. Elle a été inaugurée le 10 juillet 2014. En 2017, l'attraction est dupliquée à l'identique dans le pavillon français du parc Epcot de Walt Disney World Resort en Floride.
IF Magazine a décrit Ratatoing, un film brésilien d'animation en images de synthèse sorti en 2007, comme un « ripoff » (une « contrefaçon ») de Ratatouille. Marcus Aurelius Canônico, du magazine brésilien Folha de S.Paulo, s'est aussi demandé si Pixar engagerait des poursuites judiciaires contre les concepteurs de ce film d'animation. Le Ministère de la Culture brésilien a d'ailleurs publié l'article de Canônico sur son site officiel.
Patton Oswalt, la voix de Rémy souhaite une suite pour Ratatouille. La suite se déroulerait aux Champs-Élysées et Linguini ouvrirait son propre restaurant car son plus grand rêve est d'être un chef étoilé.

## Titres en différentes langues
- (ar) راتاتوي (Ratatwy)
- (dv) ރެޓަޓުއީ
- (eo) Ratatujo
- (fa) راتاتویی (Ratatwyy)
- (fi) Rottatouille
- (he) רטטוי
- (hr) Juhu-hu
- (el) Ρατατούης (Ratatoúis)
- (hu) L'ecsó
- (ja) レ ミーのおいしいレストラン
(Remī no oishī Resutoran : « Le Délicieux Restaurant de Rémy »)
- (ko) 라따뚜이 (Raddaddui)
- (lv) Gardēdis
- (lt) La troškinys
- (mk) Рататоил (Ratatoil)
- (no) Rottatouille
- (pl) Ratatuj
- (ru) Рататуй (Ratatouï)
- (sv) Råttatouille
- (th) ระ-ทะ-ทู (Ra-tha-thu:)
- (uk) Рататуй (Ratatuï)
- (vi) Chú chuột đầu bếp
- (zh) 料理鼠王
(Liào lǐ shǔ wáng : « Le Rat roi de la cuisine »)